# 私たちはあなたしか知らない
「私たちはあなたしか知らない」（わたしたちはあなたしかしらない、朝鮮語: 우리는 당신밖에 모른다）は、朝鮮民主主義人民共和国の楽曲である。
同国第3代最高指導者金正恩第一書記（現在は同国第2代総書記）を称賛する歌。
車浩根、李志成が作詞し、作曲は金雲龍、黄鎮泳による。2013年に発表された。
別名、「我々は貴方しか知らない」、「我らは貴方しか知らない」など。

## 概要
この楽曲は、現在の北朝鮮最高指導者・金正恩を称えるものである。
歌詞の内容は、偉大な我々の指導者金正恩同志を信じて、どのような問題が押し寄せても同志のために全力で尽くす、というものである。
この曲は、2013年12月に張成沢が国家転覆陰謀行為を働いたとして粛清されると、朝鮮中央テレビは12月9日午後、張のニュースを報道し、続けて本曲が発表された経緯を持つ。最高指導者である金正恩への忠誠を強化する目的によるものである。　　　　　　　　　　　　　　
また直後に労働新聞でも発表された。　　　　　　　　　　　　　　　　　　　　　　　　　　　　　　　　　　　　　　　　　　　　　　同様に、張成沢の粛清を受けて発表された楽曲に「革命武力は元帥様の領導だけを戴く」などがある。

## パロディ
この曲の歌詞の発音の一部が中国語に聞こえる、ということが中国国内のインターネット上で話題になり、それを基にした空耳作品がパロディとして知られるようになった。パロディのひとつには、安倍晋三元内閣総理大臣を題材にした「総理はあなたしかいない」が存在し、知られている。